# Aleksandrs Ņiživijs
Aleksandrs Ņiživijs (* 16. September 1976 in Riga, Lettische SSR) ist ein ehemaliger lettischer Eishockeyspieler, der zuletzt in der Saison 2020/21 als Assistenztrainer bei Dinamo Riga in der Kontinentalen Hockey-Liga unter Vertrag stand.

## Karriere

### Als Spieler
Aleksandrs Ņiživijs begann seine Karriere beim HK Pardaugava Riga, für den er bis 1995 in der Interstate Hockey League und der lettischen Eishockeyliga spielte. Ab 1995 lief er für Torpedo Jaroslawl auf und blieb dem Klub bis 2001 treu. 1997 gewann er mit Torpedo die russische Meisterschaft. Weitere Stationen in Russland waren der HK Dynamo Moskau und Molot-Prikamje Perm, bevor Ņiživijs 2003 in seine Heimat zurückkehrte. Mit dem HK Riga 2000 wurde er 2004 Lettischer Meister. Über den IF Björklöven aus der schwedischen HockeyAllsvenskan kam er 2005 zum russischen Zweitligisten Torpedo Nischni Nowgorod, mit dem er 2007 in die Superliga aufstieg. Nach der Gründung des KHL-Teilnehmers Dinamo Riga im April 2008 wechselte Aleksandrs Ņiživijs in seine Heimat.
Am 2. September 2008 erzielte Ņiživijs das erste Tor der KHL-Geschichte gegen Amur Chabarowsk. Dinamo Riga gewann diese erste KHL-Partie mit 4:2.
Anfang Januar 2013, nachdem Dinamo keine Chance mehr auf das Erreichen der Play-offs hatte, wurde Ņiživijs an den HC Lev Prag abgegeben.
Nach der Saison 2013/14, die er erneut bei Dinamo verbrachte, beendete Ņiživijs seine Karriere.

### Als Trainer
Seit seinem Karriereende arbeitet Ņiživijs als Trainer, vor allem in der Organisation von Dinamo Riga. Während der Saison 2020/21 betreute er die lettische U20-Nationalmannschaft als Cheftrainer.

### International
Schon früh in seiner Karriere vertrat Ņiživijs sein Heimatland bei internationalen Wettbewerben. Sein erstes Turnier war die U18-Junioren-Europameisterschaft 1993. Weitere Einsätze im Juniorenbereich folgten bei der U18-Junioren-Europameisterschaft 1994 sowie den U20-Weltmeisterschaften 1994 und 1995. Ab 1995 spielte er für die Herren-Auswahlmannschaft Lettlands bei vielen Weltmeisterschaften (1995, 1999, 2000, 2002, 2003, 2004, 2005, 2006, 2007, 2008 und 2009). Zudem nahm er an den Olympischen Winterspielen 2002 und 2006 teil.

## Erfolge und Auszeichnungen
- Bester Stürmer der U18-Junioren-Europameisterschaft 1994
- Russischer Meister 1997 mit Torpedo Jaroslawl
- Lettischer Meister 2004 mit dem HK Riga 2000
- Aufstieg mit Torpedo Nischni Nowgorod in die Superliga 2007

## KHL-Statistik
(Stand: Ende der Saison 2010/11)